# Tomazina
Tomazina là một đô thị thuộc bang Paraná, Brasil. Đô thị này có diện tích 591,436 km², dân số năm 2007 là 8920 người, mật độ 14,3 người/km².